# JEUS
JEUS è un application server specifico per Linux realizzato da TmaxSoft ed è il primo (non SUN) application server ad ottenere la certificazione di compatibilità con le specifiche JEE 1.5.